# Амасіс (гончар)
Амасіс — давньогрецький гончар, який працював між 560/50 і 530/20 роками до н. е. в Афінах.
У гончарній майстерні Амасіса також працював один із найкращих архаїчних вазописців, названий іменем гончара вазописець Амасіс. Його роботи в основному  чорнофігурні, пізніше червонофігурні. Разом із Ексекієм створив першу велику амфору, у якої обидві сторони мали змістовний розпис.

## Галерея

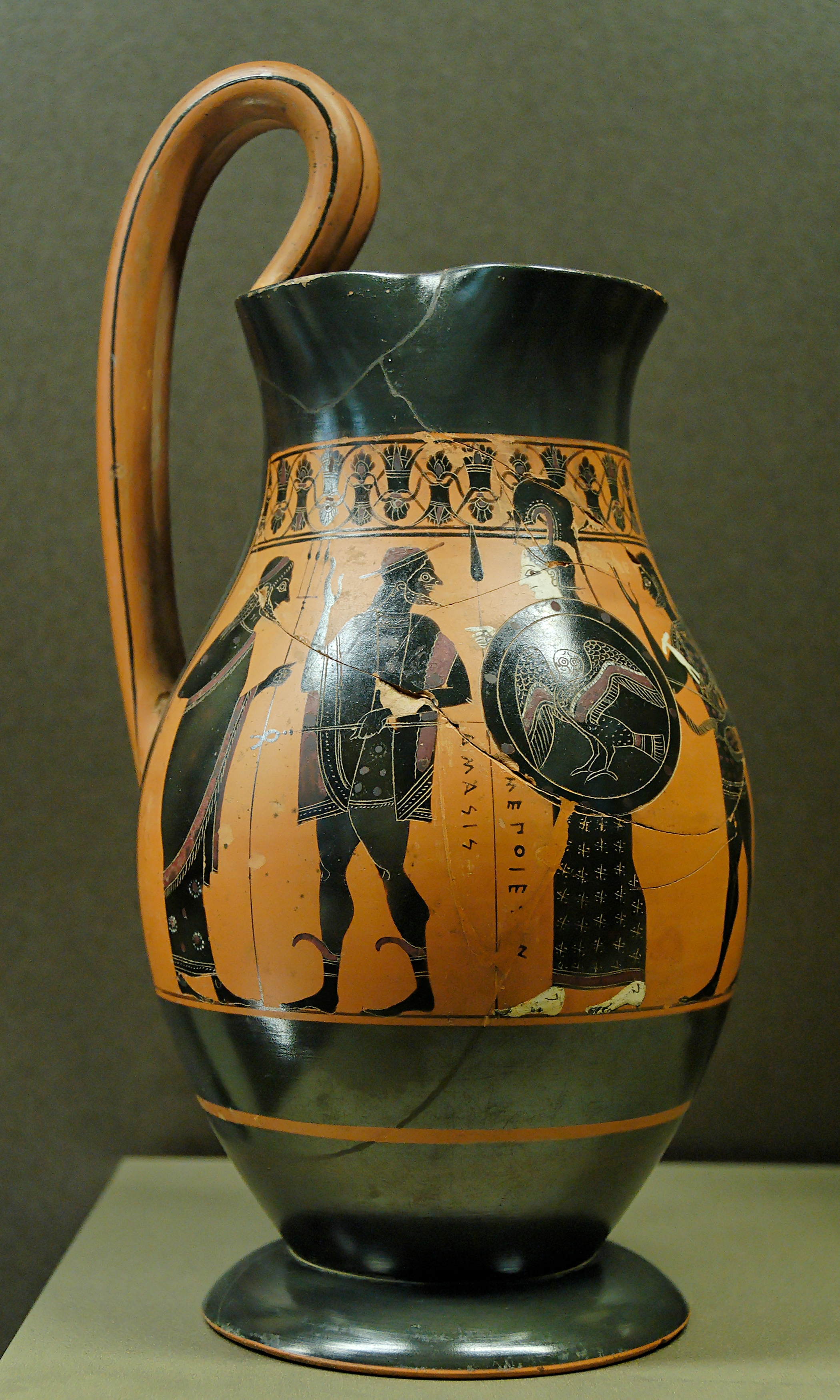
Ольпа Амасіса, Париж, Лувр F 30
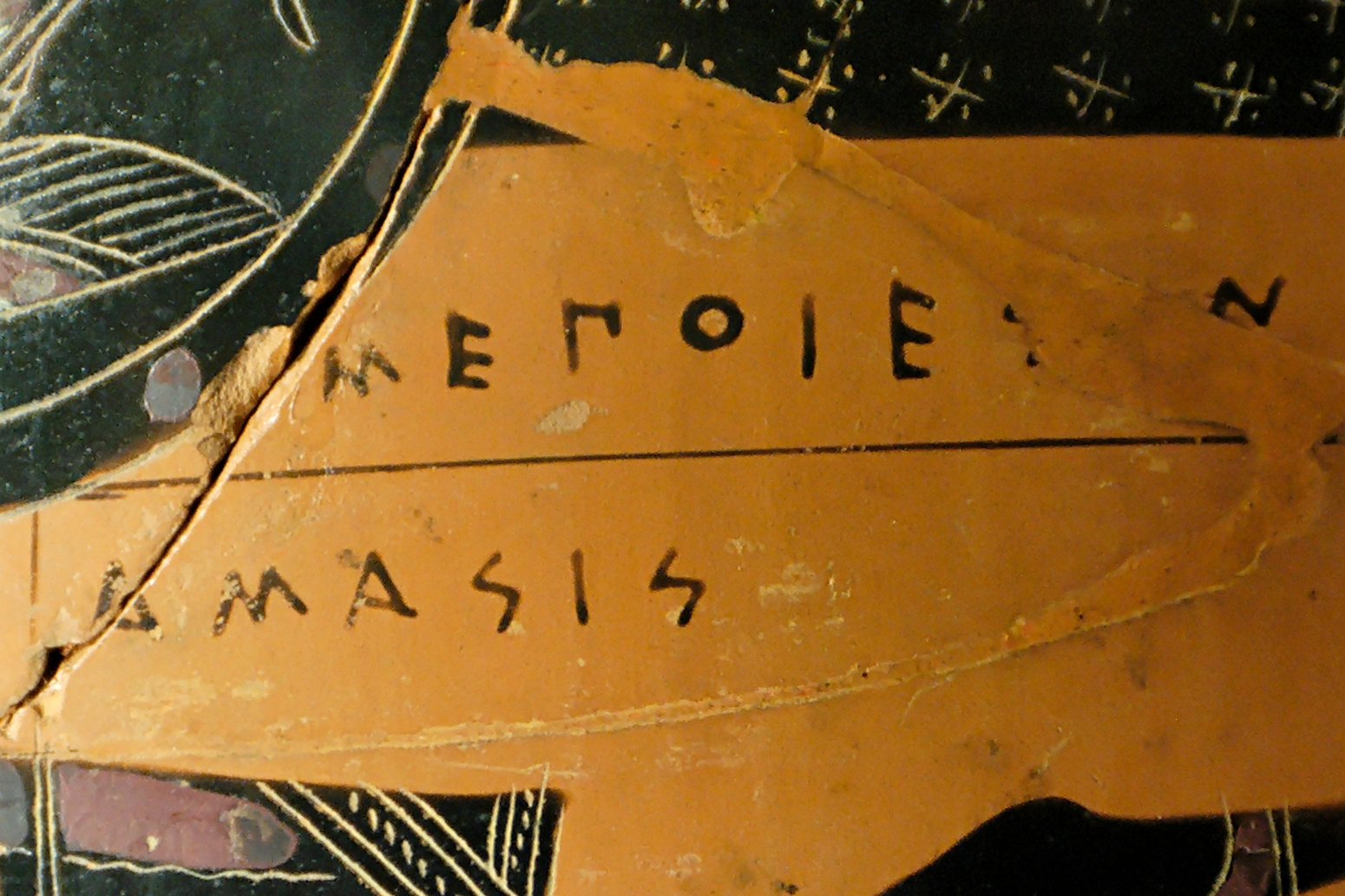
Ольпа підписана Амасісом 550—530 до н. е., Париж, Лувр F 30
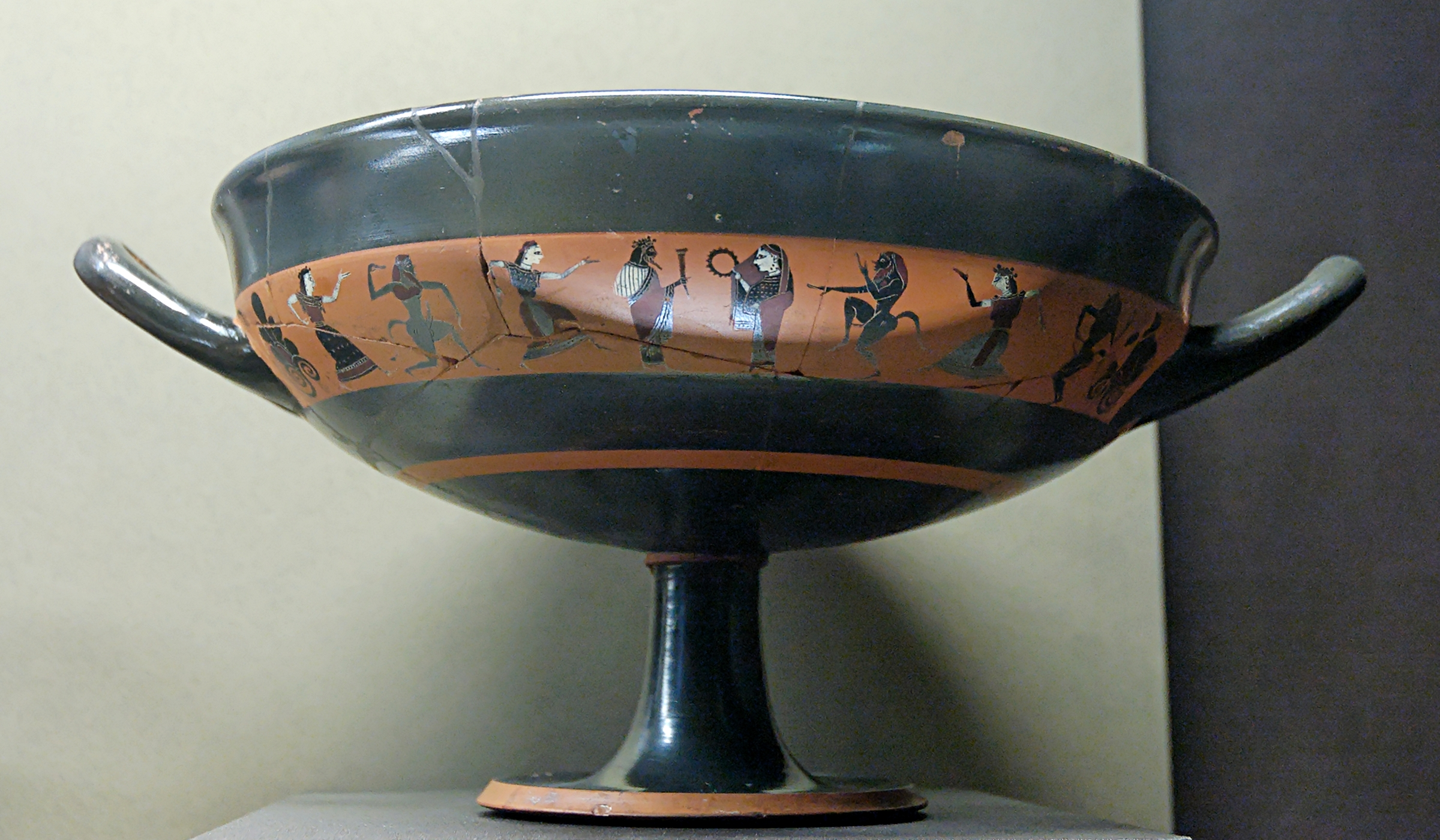
Розпис вазописця Амасіса по кераміці гончара Амасіса, 550—540 до н. е., Париж, Лувр F 75